# Buaran (Jatibarang)
Buaran is een bestuurslaag in het regentschap Brebes van de provincie Midden-Java, Indonesië. Buaran telt 3501 inwoners (volkstelling 2010).